# 安托萬·西蒙

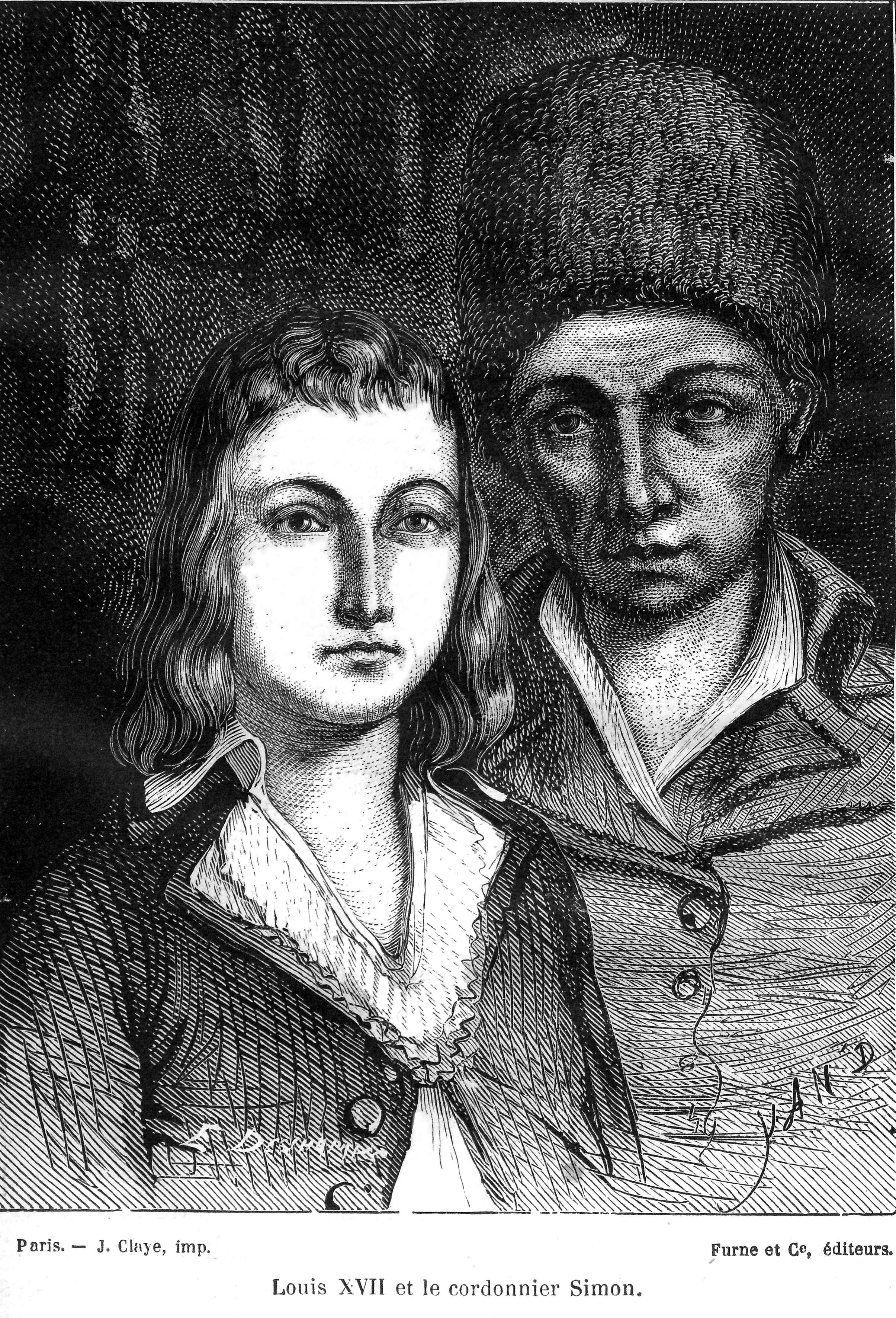
路易十七和西蒙，作畫者為嚴·達久。出自1866年阿道夫·梯也爾的著作《Histoire de la Révolution》。

安托萬·西蒙（法語：Antoine Simon，1736年10月21日—1794年7月28日）是法國巴黎Rue des Cordeliers街上的一名鞋匠，因曾在法國大革命期間被任命為路易十七的監護人而知名。西蒙是科德利埃俱樂部的成員，也是巴黎公社的議會成員。他最後被送上斷頭臺斬首而死。

## 生平
安托萬·西蒙出生在法國特華，父親是弗朗索瓦·西蒙（François Simon），母親則是瑪麗-珍妮·阿德涅（Marie-Jeanne Adenet）。西蒙於1766年11月娶了第一任妻子，寡婦瑪麗-巴布·奧亞（Marie-Barbe Hoya），其死於1786年3月11日。1788年5月20日，51歲的西蒙再娶了41歲的瑪麗-珍妮·阿拉達瑪（Marie-Jeanne Aladame）。瑪麗-珍妮在巴黎出生，她是一名僕人，父親則是一位木匠。
西蒙在法國大革命期間從事革命運動，並成為巴黎公社的一員。1793年7月3日，西蒙被公共安全委員會委派為聖殿塔內路易十七的監護人，他被要求照顧和教育這名男孩。西蒙也要求自己的妻子幫忙照顧路易十七。
1794年1月19日，西蒙結束了他的職務，他和妻子瑪麗-珍妮離開了聖殿塔。同年7月28日，羅伯斯比爾等二十二人被送往巴黎協和廣場的斷頭臺，西蒙也是其中一名死刑犯，他和羅伯斯比爾、安東萬·路易·德·聖茹斯特、喬治·庫東等人一同被處死。瑪麗-珍妮則於1819年6月10日在巴黎的醫院過世。

## 後世形象
作家喬治·波篤諾夫在著作中根據有限的資訊描繪出了安托萬·西蒙的形象：西蒙全身心地致力於革命的理想，其思想受到了幾名政治領導人物（如皮埃爾·加斯帕德·肖梅特和雅克·R·埃貝爾）的強烈影響。西蒙似乎遵照了肖梅特的主意：「讓他（路易十七）失去自己的階級觀」，而對王子施行了相關的再教育。
保皇派作家常將西蒙描繪為一位暴力、粗俗的酒精成癮者，並描寫他和妻子是怎麼虐待路易十七的。路易十七的姊姊瑪麗-泰瑞絲在她的回憶錄中將西蒙稱呼為「怪物西蒙」（monster Simon），而在另一位作者阿爾契·布咸的著作中也如此稱呼他。不過，沒有證據表明路易十七在監護期間有受到過西蒙夫婦的虐待。事實上，瑪麗-珍妮有好好在照顧路易十七。現存的紀事敘述了路易十七是如何被鼓勵吃下過量的飲食，還被教導學習貧民窟的語言。據說西蒙夫婦由於沒有子嗣而缺乏照顧小孩的經驗，歷史學家也認為他們沒有受過良好的教育，觀念相較之下比較原始野蠻。據說西蒙會給路易十七喝酒，教他粗話，想給他力量、要他「成為一個男人」。

## 大眾文化中的安托萬·西蒙
- 《刺客教條：大革命》（2014），育碧公司開發的一款電子遊戲，遊戲中西蒙的形象為一名虐待路易十七的鞋匠。